# Королевская шлюха
«Королевская шлюха» — художественный кинофильм по произведению Жака Турнье.

## Сюжет
Действие фильма происходит в XVII веке. Жанна-Батиста де Люин — дочь знатного, но обедневшего французского рода. Cемья намеревается выдать её замуж с расчетом на то, что будущий муж красивой девушки поможет поправить финансовое состояние семьи. Подходящей кандидатурой на роль супруга становится граф Алессандро де Веруа, придворный короля Пьемонта. Но этот брак оказывается не только выгодным, но ещё и счастливым, поскольку молодые люди вступают в него по взаимной любви.
Вскоре супруги прибывают на родину мужа, в Пьемонт. Алессандро пользуется милостью короля Витторио Амадео, правителя выдающегося, добившегося для своего небольшого королевства, балансирующего между Францией и Австрией, значительного влияния в Европе. Сам же король поражен встречей с молодой графиней Веруа — она не только юна, красива, но так же искренна, умна и целиком преданна мужу. Король, отдающий себя лишь государству, многие годы отказывает себе в личном счастье и верен своей нелюбимой, но достойной супруге. Графиня Веруа завладевает сердцем короля и становится предметом его страсти. Жанна не может не заметить повышенный интерес к себе со стороны монарха, но старается избегать Витторио Амадео, тем более, что она только что родила сына. Однако окружающие начинают подталкивать молодую женщину к тому, чтобы сдаться домогательствам монарха… Жанна противится и просит поддержки у мужа.
Графу Веруа король дает дипломатическое поручение в Мадриде. Жанна радуется предстоящему отъезду, однако муж запрещает ей следовать за собой, поскольку она не окрепла после родов, ребёнка опасно брать с собой, а одного невозможно оставить, да и миссия графа — тайная. На уже откровенно высказываемые опасения молодой женщины о повышенном внимании со стороны короля, Алессандро отвечает, что он уверен в Жанне и доверяет ей честь своей семьи. Однако после отъезда графа выясняется, что не только придворные, но и члены семьи де Веруа считают, что Жанна должна подчиниться «долгу» и отдаться королю.
К графине приходит сам Витторио Амадео и признается ей в своих чувствах. Он любит её, но не намерен брать силой, он будет ждать, он обещает ей свою любовь и высочайшее положение возле него. Жанна отвергает короля, и тот в горе уезжает в загородный дворец Риволи, где намерен находиться до тех пор, пока Жанна не приедет к нему сама.
После отъезда короля давление родственников мужа на Жанну усиливается — свекровь и дядя Алессандро откровенно третируют молодую женщину, у неё даже отбирают сына, отправив его в деревню. Наконец, сама королева просит Жанну «пожалеть» её царственного супруга. Но Жанна держится, помня о том, что муж верит в её добродетель. Она ждет его возвращения, но когда Алессандро, наконец, приезжает — он выражает свое удивление, что Жанна все ещё дома… Графиня Веруа с ужасом понимает, что муж полностью сознавал, зачем был нужен его отъезд, и он сам был готов отдать своему сюзерену жену.
До глубины души пораженная предательством любимого человека, Жанна принимает решение порвать с ним. Ночью в грозу она едет к Витторио Амадео во дворец Риволи и предстает перед ним промокшая с ног до головы, но согласная остаться с королем. При этом она выдвигает ему условия своей «капитуляции»: члены семьи де Веруа должны быть лишены всех придворных должностей, отправлены в изгнание; граф Алессандро, напротив, должен остаться при дворе и наблюдать сожительство его жены с королем; дом графов де Веруа, под крышей которого Жанна была так счастлива — должен быть сожжен со всей мебелью, постельным бельем и одеждой. Жанна не хочет брать с собой ничего из своей старой жизни. Она пала, но те, кто толкал её к краю — не получат ничего, кроме позора и опалы.
Вскоре Жанна становится самой влиятельной женщиной в королевстве. Она словно перерождается — место слегка застенчивой и наивной молодой женщины занимает расчетливая и холодная фаворитка. Любое её желание удовлетворяется, король осыпает её дорогими подарками и даже позволяет вмешиваться в заседания своего Кабинета. Однако их личные отношения остаются загадкой для всех — Витторио Амадео обожает свою возлюбленную, она же, отдаваясь ему и даже извлекая из этого выгоду, так и не открывает своему любовнику душу и сердце…

## В ролях
- Тимоти Далтон — король Витторио Амадео
- Валерия Голино — Жанна де Люин
- Стефан Фрейс — граф ди Веруа
- Робен Ренуччи — Шарль де Люин
- Maргарет Tизак — графиня Довагер
- Федор Шаляпин-младший — Скалья
- Элеонор Давид — Королева
- Поль Краше — герцог де Люин
- Арнольдо Фоа — священник
- Леа Падовани — графиня Кумиана
- Анна Бонаиуто — графиня Лонгхи
- Катерина Вертова — графиня Бассани
- Элизабет Каза — графиня Тревие
- Эми Вербе — Элоиза
- Франческа Режжиани — Мария Кристина
- Доминик Маркас — повар
- Леонардо Рута — принц Витторио